# Кучелапи
Кучела́пи (рос. Кучелапы) — присілок у складі Орічівського району Кіровської області, Росія. Адміністративний центр Кучелапівського сільського поселення.
Населення становить 412 осіб (2010, 445 у 2002).
Національний склад станом на 2002 рік — росіяни 96 %.